# Don Toliver/Diskografie
Diese Diskografie ist eine Übersicht über die musikalischen Werke des US-amerikanischen Rappers und Sängers Don Toliver. Den Schallplattenauszeichnungen zufolge hat er bisher mehr als 32,3 Millionen Tonträger verkauft, davon alleine in seiner Heimat mehr als 22 Millionen. Seine erfolgreichste Veröffentlichung ist die Single Lemonade mit über 7,2 Millionen verkauften Einheiten.

## Alben

### Studioalben
| Jahr | Titel                                                 | Höchstplatzierung, Gesamtwochen, AuszeichnungChartplatzierungen (Jahr, Titel, Platzierungen, Wochen, Auszeichnungen, Anmerkungen) | Höchstplatzierung, Gesamtwochen, AuszeichnungChartplatzierungen (Jahr, Titel, Platzierungen, Wochen, Auszeichnungen, Anmerkungen) | Höchstplatzierung, Gesamtwochen, AuszeichnungChartplatzierungen (Jahr, Titel, Platzierungen, Wochen, Auszeichnungen, Anmerkungen) | Höchstplatzierung, Gesamtwochen, AuszeichnungChartplatzierungen (Jahr, Titel, Platzierungen, Wochen, Auszeichnungen, Anmerkungen) | Höchstplatzierung, Gesamtwochen, AuszeichnungChartplatzierungen (Jahr, Titel, Platzierungen, Wochen, Auszeichnungen, Anmerkungen) | Anmerkungen                                                |
| Jahr | Titel                                                 | DE | AT | CH | UK | US | Anmerkungen                                                |
| ---- | ----------------------------------------------------- | --- | --- | --- | --- | --- | ---------------------------------------------------------- |
| 2020 | Heaven or Hell Cactus Jack • Atlantic Records (WMG)   | DE51 (2 Wo.)DE | AT23 (1 Wo.)AT | CH22 (1 Wo.)CH | UK16 Silber · (2 Wo.)UK | US7 Platin · (34 Wo.)US | Erstveröffentlichung: 13. März 2020 Verkäufe: + 1.165.000  |
| 2021 | Life of a Don Cactus Jack • Atlantic Records (WMG)    | DE32 (1 Wo.)DE | — | CH3 (2 Wo.)CH | UK26 (1 Wo.)UK | US2 (8 Wo.)US | Erstveröffentlichung: 8. Oktober 2021                      |
| 2023 | Love Sick Cactus Jack • Atlantic Records (WMG)        | DE42 (2 Wo.)DE | AT25 (2 Wo.)AT | CH12 (2 Wo.)CH | UK36 (2 Wo.)UK | US8 Gold · (19 Wo.)US | Erstveröffentlichung: 24. Februar 2023 Verkäufe: + 500.000 |
| 2024 | Hardstone Psycho Cactus Jack • Atlantic Records (WMG) | DE16 (3 Wo.)DE | AT11 (7 Wo.)AT | CH4 (9 Wo.)CH | UK27 (3 Wo.)UK | US3 Gold · (46 Wo.)US | Erstveröffentlichung: 21. Juni 2024 Verkäufe: + 547.500    |

### Mixtapes
| Jahr | Titel Musiklabel           | Anmerkungen                                       |
| ---- | -------------------------- | ------------------------------------------------- |
| 2017 | Playa Familia Selbstverlag | Erstveröffentlichung: 17. Mai 2017 mit YungJosh93 |
| 2018 | Donny Womack Selbstverlag  | Erstveröffentlichung: 2. August 2018              |

## Singles

### Als Leadmusiker
| Jahr | Titel Album                          | Höchstplatzierung, Gesamtwochen, AuszeichnungChartplatzierungen (Jahr, Titel, Album, Platzierungen, Wochen, Auszeichnungen, Anmerkungen) | Höchstplatzierung, Gesamtwochen, AuszeichnungChartplatzierungen (Jahr, Titel, Album, Platzierungen, Wochen, Auszeichnungen, Anmerkungen) | Höchstplatzierung, Gesamtwochen, AuszeichnungChartplatzierungen (Jahr, Titel, Album, Platzierungen, Wochen, Auszeichnungen, Anmerkungen) | Höchstplatzierung, Gesamtwochen, AuszeichnungChartplatzierungen (Jahr, Titel, Album, Platzierungen, Wochen, Auszeichnungen, Anmerkungen) | Höchstplatzierung, Gesamtwochen, AuszeichnungChartplatzierungen (Jahr, Titel, Album, Platzierungen, Wochen, Auszeichnungen, Anmerkungen) | Anmerkungen                                                                               |
| Jahr | Titel Album                          | DE | AT | CH | UK | US | Anmerkungen                                                                               |
| --- | ------------------------------------ | --- | --- | --- | --- | --- | ----------------------------------------------------------------------------------------- |
| 2017 | Diva Donny Womack                    | — | — | — | — | — | Erstveröffentlichung: 13. Dezember 2017                                                   |
| 2017 | I Gotta –                            | — | — | — | — | — | Erstveröffentlichung: 16. Dezember 2017                                                   |
| 2018 | Situation –                          | — | — | — | — | — | Erstveröffentlichung: 27. Mai 2018                                                        |
| 2018 | Backend Donny Womack                 | — | — | — | — | — | Erstveröffentlichung: 31. Mai 2018                                                        |
| 2018 | Holdin’ Steel Donny Womack           | — | — | — | — | — | Erstveröffentlichung: 6. Juli 2018 feat. Dice Soho                                        |
| 2018 | Run Up Donny Womack                  | — | — | — | — | — | Erstveröffentlichung: 19. Juli 2018                                                       |
| 2019 | Back Up –                            | — | — | — | — | — | Erstveröffentlichung: 1. April 2019 feat. Wiz Khalifa                                     |
| 2019 | Best You Had –                       | — | — | — | — | — | Erstveröffentlichung: 25. Mai 2019                                                        |
| 2019 | Can’t Feel My Legs Heaven or Hell    | — | — | — | — | — | Erstveröffentlichung: 27. Mai 2019                                                        |
| 2019 | No Idea Heaven or Hell               | DE86 (2 Wo.)DE | — | CH41 (8 Wo.)CH | UK39 Platin · (9 Wo.)UK | US43 ×3Dreifachplatin · (11 Wo.)US | Erstveröffentlichung: 29. Mai 2019 Verkäufe: + 4.425.000                                  |
| 2019 | Had Enough Heaven or Hell            | — | — | CH44 (1 Wo.)CH | UK60 (1 Wo.)UK | US52 Gold · (2 Wo.)US | Erstveröffentlichung: 27. Dezember 2019 Verkäufe: + 540.000; feat. Quavo & Offset         |
| 2020 | After Party Heaven or Hell           | — | — | — | UK47 Gold · (9 Wo.)UK | US57 ×3Dreifachplatin · (20 Wo.)US | Erstveröffentlichung: 23. Juni 2020 Verkäufe: + 3.840.000                                 |
| 2021 | What You Need Life of a Don          | — | — | — | — | US82 Gold · (1 Wo.)US | Erstveröffentlichung: 4. Mai 2021 Verkäufe: + 500.000                                     |
| 2021 | Fast Lane Fast & Furious 9 O.S.T.    | — | — | — | — | — | Erstveröffentlichung: 11. Juni 2021 mit Lil Durk & Latto                                  |
| 2021 | Drugs n Hella Melodies Life of a Don | — | — | — | — | — | Erstveröffentlichung: 18. Juni 2021 feat. Kali Uchis                                      |
| 2021 | Flocky Flocky Life of a Don          | DE— aDE | — | CH69 (1 Wo.)CH | UK99 (1 Wo.)UK | US53 (2 Wo.)US | Erstveröffentlichung: 7. Oktober 2021 feat. Travis Scott                                  |
| 2022 | Do It Right Love Sick                | — | — | — | — | — | Erstveröffentlichung: 18. November 2022                                                   |
| 2023 | Leave the Club Love Sick             | — | — | — | — | — | Erstveröffentlichung: 17. Februar 2023 feat. Lil Durk & GloRilla                          |
| 2023 | Private Landing Love Sick            | — | — | — | UK74 Silber · (2 Wo.)UK | US72 (3 Wo.)US | Erstveröffentlichung: 23. März 2023 Verkäufe: + 225.000; feat. Justin Bieber & Future     |
| 2024 | Bandit Hardstone Psycho              | DE— bDE | — | CH80 (1 Wo.)CH | UK63 Silber · (2 Wo.)UK | US38 Platin · (18 Wo.)US | Erstveröffentlichung: 1. Februar 2024 Verkäufe: + 1.360.000                               |
| 2024 | Attitude Hardstone Psycho            | — | — | — | — | US58 (2 Wo.)US | Erstveröffentlichung: 22. Mai 2024 Verkäufe: + 40.000; feat. Charlie Wilson & Cash Cobain |
| 2025 | LV Bag –                             | — | — | — | UK93 (1 Wo.)UK | US83 (1 Wo.)US | Erstveröffentlichung: 21. Februar 2025 mit Speedy feat. J-Hope & Pharrell Williams        |
| 2025 | Lose My Mind F1 The Album            | — | — | — | UK85 (1 Wo.)UK | — | Erstveröffentlichung: 30. April 2025 feat. Doja Cat                                       |
| 2025 | FWU –                                | — | — | — | — | US82 (1 Wo.)US | Erstveröffentlichung: 27. Juni 2025                                                       |
| 2025 | Champain & Vacay JackBoys 2          | — | — | CH53 (1 Wo.)CH | UK60 (1 Wo.)UK | US53 (2 Wo.)US | Erstveröffentlichung: 11. Juli 2025 mit Travis Scott                                      |
| Folgende Lieder erschienen nicht als Single, wurden aber durch das Album zum Download und Streaming bereitgestellt und konnten somit eine Platzierung erlangen: |                                      | | | | | |                                                                                           |
| |                                      | | | | | |                                                                                           |
| 2020 | Cardigan Heaven or Hell              | — | — | — | UK— SilberUK | US90 Platin · (1 Wo.)US | Charteinstieg: 28. März 2020 Verkäufe: + 1.280.000                                        |
| 2024 | Brother Stone Hardstone Psycho       | — | — | — | — | US61 (2 Wo.)US | Charteinstieg: 29. Juni 2024 Verkäufe: + 40.000; feat. Kodak Black                        |
| 2024 | Tore Up Hardstone Psycho             | — | — | — | — | US78 (1 Wo.)US | Charteinstieg: 29. Juni 2024 Verkäufe: + 80.000                                           |
| 2024 | Ice Age Hardstone Psycho             | — | — | — | — | US92 (1 Wo.)US | Charteinstieg: 29. Juni 2024 feat. Travis Scott                                           |
| 2024 | Kryptonite Hardstone Psycho          | — | — | — | — | US98 (1 Wo.)US | Charteinstieg: 29. Juni 2024                                                              |
| 2024 | New Drop Hardstone Psycho            | — | — | CH87 (1 Wo.)CH | UK64 Silber · (9 Wo.)UK | US81 (6 Wo.)US | Charteinstieg: 3. Oktober 2024 Verkäufe: + 350.000                                        |
| 2024 | No Pole Love Sick (Deluxe)           | — | — | — | UK69 Silber · (9 Wo.)UK | US66 Gold · (26 Wo.)US | Charteinstieg: 9. November 2024 Verkäufe: + 855.000                                       |
| 2025 | 2000 Excursion JackBoys 2            | — | — | — | — | US72 (1 Wo.)US | Charteinstieg: 26. Juli 2025 mit Travis Scott & Sheck Wes                                 |

### Als Gastmusiker
| Jahr | Titel Album                                    | Höchstplatzierung, Gesamtwochen, AuszeichnungChartplatzierungen (Jahr, Titel, Album, Platzierungen, Wochen, Auszeichnungen, Anmerkungen) | Höchstplatzierung, Gesamtwochen, AuszeichnungChartplatzierungen (Jahr, Titel, Album, Platzierungen, Wochen, Auszeichnungen, Anmerkungen) | Höchstplatzierung, Gesamtwochen, AuszeichnungChartplatzierungen (Jahr, Titel, Album, Platzierungen, Wochen, Auszeichnungen, Anmerkungen) | Höchstplatzierung, Gesamtwochen, AuszeichnungChartplatzierungen (Jahr, Titel, Album, Platzierungen, Wochen, Auszeichnungen, Anmerkungen) | Höchstplatzierung, Gesamtwochen, AuszeichnungChartplatzierungen (Jahr, Titel, Album, Platzierungen, Wochen, Auszeichnungen, Anmerkungen) | Anmerkungen |
| Jahr | Titel Album                                    | DE | AT | CH | UK | US | Anmerkungen |
| --- | ---------------------------------------------- | --- | --- | --- | --- | --- | --- |
| 2020 | My Love –                                      | — | — | — | — | — | Erstveröffentlichung: 17. April 2020 Jack Gilinsky feat. Don Toliver                                            |
| 2020 | Lemonade B4 the Storm                          | DE2 Platin · (36 Wo.)DE | AT2 (36 Wo.)AT | CH3 (40 Wo.)CH | UK1 ×2Doppelplatin · (34 Wo.)UK | US6 ×4Vierfachplatin · (29 Wo.)US | Erstveröffentlichung: 14. August 2020 Verkäufe: + 7.233.333; Internet Money & Gunna feat. Don Toliver & Nav     |
| 2020 | Don’t Like Me Nightmare Vacation               | — | — | — | — | — | Erstveröffentlichung: 15. Oktober 2020 Rico Nasty feat. Don Toliver & Gucci Mane                                |
| 2020 | Mystery Lady Studying Abroad: Extended Stay    | — | — | — | — | US— GoldUS | Erstveröffentlichung: 10. November 2020 Verkäufe: + 540.000; Masego feat. Don Toliver                           |
| 2021 | His & Hers –                                   | DE— cDE | — | — | — | US67 Gold · (1 Wo.)US | Erstveröffentlichung: 13. Mai 2021 Verkäufe: + 520.000; Internet Money feat. Don Toliver, Lil Uzi Vert & Gunna  |
| 2021 | Don’t Go Don’t Get Too Close                   | DE— dDE | — | CH98 (1 Wo.)CH | UK56 (2 Wo.)UK | US69 (1 Wo.)US | Erstveröffentlichung: 20. August 2021 Skrillex feat. Justin Bieber & Don Toliver                                |
| 2022 | Honest –                                       | DE98 (1 Wo.)DE | — | CH54 (2 Wo.)CH | UK54 (2 Wo.)UK | US44 (2 Wo.)US | Erstveröffentlichung: 29. April 2022 Verkäufe: + 40.000; Justin Bieber feat. Don Toliver                        |
| 2022 | Ain’t Safe –                                   | — | — | — | — | US92 (1 Wo.)US | Erstveröffentlichung: 28. Oktober 2022 Trippie Redd feat. Don Toliver                                           |
| 2023 | Hardcore Learn to Fly                          | — | — | — | — | — | Erstveröffentlichung: 27. Januar 2023 Zack Bia feat. Don Toliver                                                |
| 2023 | Soweto –                                       | — | — | — | UK65 Gold · (9 Wo.)UK | — | Erstveröffentlichung: 22. März 2023 Verkäufe: + 40.000; Victony feat. Rema, Don Toliver & Tempoe                |
| Folgende Lieder erschienen nicht als Single, wurden aber durch das Album zum Download und Streaming bereitgestellt und konnten somit eine Platzierung erlangen: |                                                | | | | | | |
| |                                                | | | | | | |
| 2018 | Can’t Say Astroworld                           | — | — | — | UK— SilberUK | US38 Platin · (2 Wo.)US | Charteinstieg: 18. August 2018 Verkäufe: + 1.655.000; Travis Scott feat. Don Toliver                            |
| 2019 | What to Do? Jackboys                           | — | AT68 (1 Wo.)AT | CH32 (2 Wo.)CH | UK57 (1 Wo.)UK | US56 Platin · (9 Wo.)US | Jackboys feat. Don Toliver Verkäufe: + 1.040.000                                                                |
| 2020 | No Regrets Music to Be Murdered By             | — | — | — | — | US84 (1 Wo.)US | Eminem feat. Don Toliver                                                                                        |
| 2021 | Moon Donda                                     | — | — | — | UK83 Silber · (1 Wo.)UK | US17 Platin · (5 Wo.)US | Charteinstieg: 9. September 2021 Verkäufe: + 1.260.000; Kanye West feat. Kid Cudi & Don Toliver                 |
| 2022 | Scrape It Off It’s Almost Dry                  | — | — | — | — | US59 (1 Wo.)US | Charteinstieg: 7. Mai 2022 Pusha T feat. Lil Uzi Vert & Don Toliver                                             |
| 2022 | Let’s Pray God Did                             | — | — | — | — | US86 (1 Wo.)US | Charteinstieg: 10. September 2022 DJ Khaled feat. Don Toliver & Travis Scott                                    |
| 2022 | Too Many Nights Heroes & Villains              | DE— eDE | — | CH67 Gold · (10 Wo.)CH | UK68 Gold · (10 Wo.)UK | US22 Platin · (13 Wo.)US | Charteinstieg: 17. Dezember 2022 Verkäufe: + 2.070.000; Metro Boomin feat. Future & Don Toliver                 |
| 2022 | Around Me Heroes & Villains                    | — | — | — | UK— SilberUK | US53 (2 Wo.)US | Charteinstieg: 17. Dezember 2022 Verkäufe: + 295.000; Metro Boomin feat. Don Toliver                            |
| 2022 | I Can’t Save You (Interlude) Heroes & Villains | — | — | — | — | US55 (1 Wo.)US | Charteinstieg: 17. Dezember 2022 Metro Boomin feat. Future & Don Toliver                                        |
| 2022 | Used SOS                                       | — | — | — | — | US30 Platin · (6 Wo.)US | Charteinstieg: 24. Dezember 2022 Verkäufe: + 1.100.000; SZA feat. Don Toliver                                   |
| 2023 | Patience Pink Tape                             | — | — | — | — | US70 (1 Wo.)US | Charteinstieg: 15. Juli 2023 Lil Uzi Vert feat. Don Toliver                                                     |
| 2023 | Worth It Set It Off                            | — | — | CH45 (1 Wo.)CH | UK52 (1 Wo.)UK | US90 (8 Wo.)US | Charteinstieg: 22. Oktober 2023 Offset feat. Don Toliver                                                        |
| 2024 | Field Trip Vultures 2                          | — | — | CH64 (1 Wo.)CH | UK65 (1 Wo.)UK | US48 (2 Wo.)US | Charteinstieg: 11. August 2024 Kanye West & Ty Dolla Sign als ¥$ feat. Playboi Carti, Kodak Black & Don Toliver |

## Promoveröffentlichungen
| Jahr | Titel Album                  | Anmerkungen                                                  |
| ---- | ---------------------------- | ------------------------------------------------------------ |
| 2023 | Luckily I’m Having Love Sick | Erstveröffentlichung: 23. Februar 2023 feat. Teezo Touchdown |
| 2023 | Let Her Go Love Sick         | Erstveröffentlichung: 23. Februar 2023 feat. James Blake     |

## Statistik

### Chartauswertung
|                     | DE    | AT    | CH    | UK    | US    |
| ------------------- | ----- | ----- | ----- | ----- | ----- |
| Nummer-eins-Alben   | DE—DE | AT—AT | CH—CH | UK—UK | US—US |
| Top-10-Alben        | DE—DE | AT—AT | CH2CH | UK—UK | US4US |
| Alben in den Charts | DE4DE | AT3AT | CH4CH | UK4UK | US4US |

|                       | DE    | AT    | CH     | UK     | US     |
| --------------------- | ----- | ----- | ------ | ------ | ------ |
| Nummer-eins-Singles   | DE—DE | AT—AT | CH—CH  | UK1UK  | US—US  |
| Top-10-Singles        | DE1DE | AT1AT | CH1CH  | UK1UK  | US1US  |
| Singles in den Charts | DE3DE | AT2AT | CH13CH | UK20UK | US37US |

### Auszeichnungen für Musikverkäufe
| Goldene Schallplatte - Australien - 2024: für das Lied Around Me - Brasilien - 2020: für die Single After Party - 2024: für das Lied Used - 2024: für die Single His & Hers - 2024: für das Lied Moon - Dänemark - 2021: für die Single No Idea - 2022: für das Album Heaven or Hell - 2023: für die Single After Party - 2023: für das Lied Can’t Say - 2024: für das Lied Too Many Nights - Frankreich - 2024: für das Lied Too Many Nights - Italien - 2021: für das Lied Can’t Say - 2023: für die Single No Idea - 2023: für das Lied Too Many Nights - Kanada - 2020: für das Lied What to Do? - 2021: für das Lied Moon - 2023: für die Single Mystery Lady - 2023: für das Lied Around Me - 2023: für das Lied Euphoria - 2025: für das Lied Brother Stone - 2025: für das Album Hardstone Psycho - 2025: für die Single Attitude - Mexiko - 2021: für die Single Lemonade - Neuseeland - 2023: für das Lied Too Many Nights - 2025: für das Album Hardstone Psycho - 2025: für das Album Love Sick - Polen - 2023: für das Lied Can’t Say - 2024: für die Single Private Landing - Portugal - 2021: für die Single After Party - 2024: für das Lied Too Many Nights - 2025: für das Lied No Pole - Spanien - 2024: für die Single Lemonade - 2024: für die Single No Idea - 2025: für das Lied Too Many Nights - Vereinigte Staaten - 2023: für das Lied Euphoria | Platin-Schallplatte - Australien - 2021: für die Single No Idea - 2021: für das Lied Can’t Say - 2025: für das Lied No Pole - 2025: für das Lied New Drop - Brasilien - 2020: für das Lied Can’t Say - 2024: für die Single Honest - Frankreich - 2023: für die Single No Idea - Griechenland - 2021: für die Single Lemonade - 2024: für das Lied Around Me - Italien - 2021: für die Single Lemonade - Kanada - 2023: für das Lied Too Many Nights - 2023: für das Album Heaven or Hell - 2023: für die Single Had Enough - 2023: für das Lied Cardigan - 2025: für das Lied Used - 2025: für das Lied No Pole - 2025: für das Lied New Drop - 2025: für das Lied Tore Up - Neuseeland - 2023: für das Album Heaven or Hell - Polen - 2021: für die Single No Idea - 2021: für die Single Lemonade - 2024: für das Lied Too Many Nights - 2024: für die Single After Party - Portugal - 2020: für die Single No Idea | 2× Platin-Schallplatte - Australien - 2024: für das Lied Too Many Nights - Belgien - 2023: für die Single Lemonade - Brasilien - 2020: für die Single No Idea - 2024: für das Lied Too Many Nights - Dänemark - 2025: für die Single Lemonade - Kanada - 2020: für das Lied Can’t Say - 2025: für die Single Bandit 3× Platin-Schallplatte - Australien - 2021: für die Single Lemonade - Griechenland - 2025: für das Lied Too Many Nights - Portugal - 2021: für die Single Lemonade 4× Platin-Schallplatte - Kanada - 2021: für die Single Lemonade - 2023: für die Single After Party - 2023: für die Single No Idea - Neuseeland - 2024: für die Single Lemonade Diamantene Schallplatte - Brasilien - 2024: für die Single Lemonade - Frankreich - 2022: für die Single Lemonade |

Anmerkung: Auszeichnungen in Ländern aus den Charttabellen bzw. Chartboxen sind in ebendiesen zu finden.
| Land/RegionAuszeichnungen für Musikverkäufe (Land/Region, Auszeichnungen, Verkäufe, Quellen) | Silber     | Gold       | Platin       | Diamant     | Verkäufe   | Quellen              |
| -------------------------------------------------------------------------------------------- | ---------- | ---------- | ------------ | ----------- | ---------- | -------------------- |
| Australien (ARIA)                                                                            | —          | Gold1      | 9× Platin9   | —           | 665.000    | aria.com.au          |
| Belgien (BRMA)                                                                               | —          | —          | 2× Platin2   | —           | 80.000     | ultratop.be          |
| Brasilien (PMB)                                                                              | —          | 4× Gold4   | 6× Platin6   | Diamant1    | 480.000    | pro-musicabr.org.br  |
| Dänemark (IFPI)                                                                              | —          | 4× Gold4   | 2× Platin2   | —           | 325.000    | ifpi.dk              |
| Deutschland (BVMI)                                                                           | —          | —          | Platin1      | —           | 400.000    | musikindustrie.de    |
| Frankreich (SNEP)                                                                            | —          | Gold1      | Platin1      | Diamant1    | 633.333    | snepmusique.com      |
| Griechenland (IFPI)                                                                          | —          | —          | 5× Platin5   | —           | 100.000    | Einzelnachweise      |
| Italien (FIMI)                                                                               | —          | 3× Gold3   | Platin1      | —           | 205.000    | fimi.it              |
| Kanada (MC)                                                                                  | —          | 8× Gold8   | 24× Platin24 | —           | 2.240.000  | musiccanada.com      |
| Mexiko (AMPROFON)                                                                            | —          | Gold1      | —            | —           | 30.000     | amprofon.com.mx      |
| Neuseeland (RMNZ)                                                                            | —          | 3× Gold3   | 5× Platin5   | —           | 165.000    | radioscope.co.nz NZ2 |
| Polen (ZPAV)                                                                                 | —          | 2× Gold2   | 4× Platin4   | —           | 220.000    | olis.pl              |
| Portugal (AFP)                                                                               | —          | 2× Gold2   | 5× Platin5   | —           | 60.000     | Einzelnachweise      |
| Schweiz (IFPI)                                                                               | —          | Gold1      | —            | —           | 10.000     | hitparade.ch         |
| Spanien (Promusicae)                                                                         | —          | 3× Gold3   | —            | —           | 90.000     | elportaldemusica.es  |
| Vereinigte Staaten (RIAA)                                                                    | —          | 8× Gold8   | 18× Platin18 | —           | 22.000.000 | riaa.com             |
| Vereinigtes Königreich (BPI)                                                                 | 9× Silber9 | 3× Gold3   | 3× Platin3   | —           | 4.660.000  | bpi.co.uk            |
| Insgesamt                                                                                    | 9× Silber9 | 44× Gold44 | 86× Platin86 | 2× Diamant2 |            |                      |